# برنويل
برنويل هي بلدية في مقاطعة فيين العليا في منطقة أقطانية الجديدة في غرب فرنسا.